# Ataque israelense contra o Iêmen em julho de 2024
O ataque israelense contra o Iêmen em julho de 2024 ocorreu em 20 de julho de 2024 quando as Forças de Defesa de Israel lançaram um ataque ao Porto de Hudaydah em Al Hudaydah, Iêmen. O ataque danificou uma estação de geração de energia, uma refinaria de petróleo, instalações de armazenamento de combustível pertencentes à Yemen Petroleum Corporation (YPC) e guindastes portuários. Israel alegou que tinha como alvo instalações de armazenamento de armas. 14 pessoas foram mortas, incluindo 12 funcionários do porto e mais de 90 ficaram feridas, muitas com queimaduras graves.
O ataque foi codinomeado pelas forças israelenses como Operação Braço Estendido (em inglês:  Operation Outstretched Arm; em hebraico:  מבצע יד ארוכה). No dia anterior ao ataque, um veículo aéreo não tripulado  houthi colidiu com um prédio de apartamentos em Tel Aviv, Israel, matando um civil. Os Houthis têm atacado Israel em resposta à invasão israelense da Faixa de Gaza, que matou mais de 30.000 palestinos na época. As autoridades houthis condenaram o bombardeio israelense de Al Hudaydah, prometeram retaliação e disseram que não vão parar até que o que eles chamaram de "genocídio em Gaza" seja interrompido.
A operação marca a primeira vez que Israel atacou diretamente o Iêmen. Foram utilizados caças a jato F-15 e F-35I, juntamente com jatos Boeing 707 para reabastecimento aéreo. Os  analistas notaram a importância da operação, enfatizando que envolveu alvos a 1.700 quilômetros de Israel, aproximadamente 200 quilômetros mais longe que Teerã, demonstrando o alcance estendido das operações militares israelenses.